# Starokosteantîniv
Starokosteantîniv (în ucraineană Старокостянтинів) este oraș regional în regiunea Hmelnîțkîi, Ucraina. Deși subordonat direct regiunii, orașul este și reședința raionului Starokosteantîniv. 

## Demografie
Componența lingvistică a orașului Starokosteantîniv
     Ucraineană (92,01%)
     Rusă (7,46%)
     Alte limbi (0,53%)
Conform recensământului din 2001, majoritatea populației orașului Starokosteantîniv era vorbitoare de ucraineană (92,01%), existând în minoritate și vorbitori de rusă (7,46%).